# 조기 교육
조기 교육(早期敎育)은 아이 본인의 의지가 아니라 보호자 등 성인의 뜻으로 나이를 앞당겨 언어나 숫자, 외국어, 음악, 스포츠 등의 교육을 시작하는 것을 말한다. 대한민국, 일본, 중국에서의 조기 교육은 매우 성행하고 있다.

## 같이 보기
- 가정 교육